# Миссура, Клаудия
Клаудия Миссура (порт.-браз. Cláudia Missura; род. 18 января 1973, Сан-Жозе-ду-Риу-Парду) — бразильская актриса и режиссёр театра.

## Биография
В театре Клаудия работала с Ренатой Мело, в различных постановках. На телевидении она знаменита ролями в новеллах «Фаворитка», «Проспект Бразилии». Так же актриса часто играет в фильмах. Любимый её жанр — это комедия.